# GlTF
glTF (GL Transmission Format)  est un format de fichier scènes et modèles 3D utilisant le format JSON. Il est décrit par ses créateurs comme le « JPEG de la 3D ». Développé par le Khronos Group, il s'agit d'un format d'asset 3D API-agnostique. Il est annoncé lors de la HTML5DevConf 2016. Le but de glTF est d'être un format compact, interopérable, et rapide à charger.

## Historique
En Mars 2012, Khronos organise une réunion de travail,, pour effectuer un brainstorming à propos de COLLADA et des opportunités au sujet de WebGL. Fabrice Robinet se porte alors volontaire pour implémenter une proposition d'un format de données basé sur JSON référençant des fichiers binaires externes. Un peu plus tard, lors d'une réunion à propos de WebGL à SIGGRAPH 2012, Brandon Jones et Fabrice Robinet présentent une démonstration de glTF, alors appelé WebGL TF (WebGL Transmissions Format).

### glTF 1.0
Les spécifications glTF 1.0 sont annoncées le 19 octobre 2015.

### glTF 2.0
Les spécifications glTF 2.0 sont annoncées le 17 juin 2017 lors de la conférence Web3D 2017. Cette spécification prend en compte les remarques sur la version 1.0 de la communauté de développeurs ajoutant par exemple la description de matériaux (Physically Based Rendering). En effet, dans la version 1.0, les matériaux étaient décrits à l'aide de shaders GLSL, ce qui est problématique lorsque l'on importe un fichier glTF dans une application Direct3D ou Metal par exemple.

### GLB
GLB est la forme binaire de glTF incluant notamment les textures plutôt que de les référencer en tant que fichiers externes.